# Campionati mondiali di canoa/kayak slalom 2011
I XXXIV Campionati mondiali di canoa/kayak si slalom si sono svolti a Bratislava (Slovacchia) dal 7 all'11 settembre 2011.

## Podi

### Uomini
| Evento        | Oro | Perform. | Argento | Perform. | Bronzo                                                                                                 | Perform. |
| Canoa         | |          | |          | |          |
| C-1           | Denis Gargaud Chanut                                                                                               | 101"14   | Nico Bettge                                                                                                  | 103"83   | Matej Beňuš                                                                                            | 103"91   |
| C-1 a squadre | Slovacchia Michal Martikán Alexander Slafkovsky Matej Beňuš                                                        | 109"97   | Germania Sideris Tasiadis Nico Bettge Jan Benzien                                                            | 114"95   | Rep. Ceca Stanislav Ježek Vítězslav Gebas Tomáš Indruch                                                | 115"74   |
| C-2           | Slovacchia Pavol Hochschorner Peter Hochschorner                                                                   | 106"76   | Francia Denis Chanut Gargaud Fabien Lefèvre                                                                  | 107"49   | Slovacchia Ladislav Škantár Peter Škantár                                                              | 109"86   |
| C-2 a squadre | Francia Gauthier Klauss e Matthieu Peche Pierre Labarelle e Nicolas Peschier Denis Gargaud Chanut e Fabien Lefèvre | 127"27   | Slovacchia Pavol Hochschorner e Peter Hochschorner Ladislav Škantár e Peter Škantár Tomáš Kučera e Ján Bátik | 127"94   | Regno Unito David Florence e Richard Hounslow Tim Baillie e Etienne Stott Rhys Davies e Matthew Lister | 129"51   |
| Kayak         | |          | |          | |          |
| K-1           | Peter Kauzer | 96"01    | Mateusz Polaczyk                                                                                             | 97"22    | Fabien Lefèvre                                                                                         | 98"89    |
| K-1 a squadre | Germania Sebastian Schubert Hannes Aigner Alexander Grimm                                                          | 110"79   | Francia Boris Neveu Vivien Colober Fabien Lefèvre                                                            | 111"83   | Italia Giovanni De Gennaro Daniele Molmenti Omar Raiba                                                 | 112"44   |

### Donne
| Evento        | Oro                                              | Perform. | Argento                                                         | Perform. | Bronzo                                                 | Perform. |
| Canoa         |                                                  |          |                                                                 |          |                                                        |          |
| C-1           | Kateřina Hošková                                 | 138"58   | Cen Nanqin                                                      | 140"13   | Katarína Macová                                        | 140"24   |
| Kayak         |                                                  |          |                                                                 |          |                                                        |          |
| K-1           | Corinna Kuhnle                                   | 110"05   | Jana Dukátová                                                   | 113"33   | Maialen Chourraut                                      | 113"58   |
| K-1 a squadre | Slovacchia Elena Kaliská Jana Dukátová Dana Mann | 131"90   | Rep. Ceca Štěpánka Hilgertová Irena Pavelková Kateřina Kudějová | 132"25   | Germania Jasmin Schornberg Melanie Pfeifer Claudia Bär | 134"77   |

## Medagliere
| Posizione | Paese       | Oro | Argento | Bronzo | Totale |
| --------- | ----------- | --- | ------- | ------ | ------ |
| 1         | Slovacchia  | 3   | 2       | 2      | 7      |
| 2         | Francia     | 2   | 2       | 1      | 5      |
| 3         | Germania    | 1   | 2       | 1      | 4      |
| 4         | Rep. Ceca   | 1   | 1       | 1      | 3      |
| 5         | Austria     | 1   | 0       | 0      | 1      |
| 5         | Slovenia    | 1   | 0       | 0      | 1      |
| 8         | Cina        | 0   | 1       | 0      | 1      |
| 8         | Polonia     | 0   | 1       | 0      | 1      |
| 10        | Spagna      | 0   | 0       | 1      | 1      |
| 10        | Regno Unito | 0   | 0       | 1      | 1      |
| 10        | Italia      | 0   | 0       | 1      | 1      |
| Totale    | Totale      | 9   | 9       | 9      | 27     |